# 索麦拉·库里巴利
索麦拉·库里巴利（Soumaila Coulibaly，1978年4月15日—），是一名马里职业足球运动员，司职中场。曾效力于中国足球甲级联赛球队延边长白虎。

## 俱乐部生涯
库里巴利在马里球队佐里巴竞技开始职业足球生涯，1997年加盟埃及豪门扎马雷克。2000年，库里巴利转会加盟德国足球甲级联赛球队弗赖堡，曾身披球队的10号球衣。他在弗赖堡的7个赛季中联赛上场207次，射进27球，其中德甲113场，进18球；德乙94场，进19球。2007年，库里巴利转投德乙球队门兴格拉德巴赫，并帮助球队在2007/08赛季获得德乙联赛冠军，重返德甲。但是，库里巴利在德甲赛场很难得到出场机会，2008/09赛季只登场4次，赛季结束后被门兴格拉德巴赫解约。 2009年7月8日，他和德乙球队FSV法兰克福签约一年。 2010年2月23日，库里巴利被FSV法兰克福解约。 2011年5月8日，在赋闲一年多后，库里巴利加盟中国足球甲级联赛球队延边长白虎。 他在2011赛季为延边长白虎出场11次，进3球，赛季结束后和球队续约，2012赛季球衣号码从33号改为10号。

## 个人
索麦拉·库里巴利的弟弟博巴卡·库里巴利也是足球运动员，曾经和索麦拉一起在弗赖堡踢球。